# Naturdenkmal Steinbruch bei Sporke
Das Naturdenkmal Steinbruch bei Sporke ist ein 0,19 ha großes Naturdenkmal (ND) südlich Sporke in der Gemeinde Lennestadt. Das Gebiet wurde 2006 mit dem Landschaftsplan Elsper Senke – Lennebergland. Nr. 2 durch den Kreis Olpe als ND ausgewiesen. Das ND ist im Geotopkataster des Landes NRW verzeichnet. Beim Kalkstein handelt es sich um ein rund 380 Mio. Jahre altes devonisches Riff.
Beim ND handelt es sich um einen aufgegebener Kalksteinbruchbereich mit zwei kleinen Steinbrüchen. Der nördliche Steinbruch war bei Ausweisung mit alten Buchen und Fichten umstanden. Der südlich gelegene Steinbruch ist am Steinbruchfuß mit artenreichen Gebüschen und einer ruderalisierten Krautschicht bewachsen. Südlich grenzt ein Laubwald mit einer artenreichen Krautvegetation an. An der östlichen Steinbruchkante befinden sich Kalkmagerrasenreste, die schon 1997 fast vollständig zugewachsen waren.
Im nördlich Bruch liegt die archäologisch und kulturgeschichtlich bedeutsame Sporker Höhle oder Monarchenhöhle. Der Bruch ist zuwachsen und hat eine rund 15 m hohe Steinbruchwand. Die Höhle wurde in den 1880er Jahren bei Steinbrucharbeiten entdeckt. Die Höhle ist nicht für die Öffentlichkeit zugänglich und der Eingang ist vergittert. Laut Biotopkataster NRW war die Höhle 18 m lang, 5,30 m hoch und 4 m breit. Von der Höhle ist nur noch eine rund 4 m lange Felsspalte und ein rund 5 m langer Nebeneingang zugänglich, da die Monarchenhöhle wie auch der nördliche Steinbruchfuß mit Bauschutt verfüllt wurde. Es gibt Sinterbildung in der Höhle. 2007 führte man Renaturierungsmaßnahmen an der Höhle durch.